# Ramon de Marimon
Ramon de Marimon i Corbera-Santcliment (Barcellona, 1679 – Vic, 16 gennaio 1744) è stato un vescovo cattolico spagnolo.

## Biografia

### Origini familiari
Ramon de Marimon era figlio di Feliu de Marimond, I marchese di Cerdanyola, e di Jerònima de Corbera-Santcliment, proveniente dal nobile casato dei baroni di Llinars e Altafulla.
Nell'ambito del conflitto per la successione al trono di Spagna fu, come tutti i suoi fratelli, un deciso sostenitore di Filippo V, al punto da esortare i suoi concittadini ad ubbidire al nuovo re in uno scritto: la Carta d'exhortació a obeir per rei a Felip V; questo ampio documento difese i diritti dell'Angiò con argomentazioni fortemente energiche e regaliste.

### Carriera ecclesiastica
Fu Canonico, arcidiacono e quindi vicario generale di Tarragona in occasione della sede vacante, quando - dopo il 15 dicembre 1712 - l'arcivescovo Isidro Bertrán, che aderiva al partito del pretendente al trono Carlo d'Austria, fu deposto da Filippo V con un regio decreto, nel 1720 fu designato come vescovo di Vic per sostituire Mons. Manuel de Santjust nel 1720 e lo restò fino alla morte nel 1744. Qui godette della stima dei fedeli diocesani e si procurò una notevolissima fama di santità.

### Processo di canonizzazione
Ramon morì a Vic nel 1744 in fama di santità. Padre Antoni Codorniu S.J. (Barcellona, 1699 - Ferrara, 1770) filosofo, studioso di teologia morale e storiografo, ne scrisse e pubblicò la biografia, chiedendo che venisse avviato il processo di canonizzazione.

## Genealogia episcopale
La genealogia episcopale è:
- Cardinale Guillaume d'Estouteville, O.S.B.Clun.
- Papa Sisto IV
- Papa Giulio II
- Cardinale Raffaele Sansone Riario
- Papa Leone X
- Papa Paolo III
- Cardinale Francesco Pisani
- Cardinale Alfonso Gesualdo di Conza
- Papa Clemente VIII
- Cardinale Pietro Aldobrandini
- Cardinale Laudivio Zacchia
- Papa Innocenzo X
- Cardinale Francesco Peretti di Montalto
- Cardinale Federico Borromeo
- Vescovo Juan Asensio Barrios, O. de M.
- Cardinale Pedro de Salazar Gutiérrez de Toledo, O. de M.
- Cardinale Luis Antonio Belluga y Moncada, C.O.
- Cardinale Diego de Astorga y Céspedes
- Arcivescovo Andrés de Orbe y Larreátegui
- Vescovo Ramon de Marimon i Corbera-Santcliment